# Jardinier ardent
Sericulus ardens
 (mars 2017).
Améliorez-le ou discutez des points à vérifier. 
Espèce
Le Jardinier ardent (Sericulus ardens) est une espèce de Passeriformes (passereaux) appartenant à la famille des Ptilonorhynchidae.

## Distribution
Elle s’étire de la rivière Mimika jusqu’à celle de Merauke, en Nouvelle-Guinée occidentale, pour se poursuivre dans la région du lac Murray, du mont Bosavi et des rivières Fly (Kiunga, Black River), Strickland, Aramia, Wawoi, Wama et Kikori en Papouasie-Nouvelle-Guinée.

## Taxonomie
La forme ardens était auparavant considérée comme une simple sous-espèce de Sericulus aureus (le Jardinier du Prince d'Orange) mais est actuellement reconnue comme espèce distincte,, sur la base de la morphologie et d'analyses phylogéniques.

## Mode de vie

### Habitat
L’oiseau jardinier ardent est inféodé aux forêts pluviales primaires et secondaires à grands arbres ainsi qu’aux lambeaux forestiers dominés par des mélaleucas (Melaleuca) sur le site de la Trans-Fly. Bien que fréquentant les différents étages de la canopée, il se perche parfois sur des branches émergentes. Ottaviani a confirmé, photo à l’appui, cette habitude de l’espèce de se percher à découvert sur des branches mortes.

### Alimentation
Elle est méconnue et consiste en fruits et en insectes. Cet oiseau à berceau recherche sa nourriture seul, en duos ou en trios, occasionnellement en association avec d’autres oiseaux frugivores.

### Berceau
Quelques berceaux ont été découverts sur un versant de colline, dans une forêt marécageuse ou dans le sous-bois bien végétalisé d’une forêt secondaire. D’autres ont été trouvés à proximité immédiate d’une petite clairière apparue à la suite de la chute d’un arbre. D’assez gros rameaux composent les parois extérieures du berceau alors que de plus fines et plus longues brindilles constituent celles intérieures. Trois berceaux du site des rivières Strickland et Nomad mesuraient en moyenne 23 cm de long, 16 cm de large et 19 cm de haut avec une allée de 17 cm de long et 8 cm de large. Les décorations (jusqu’à un total de dix) comportaient des fruits bleus, violets et bruns, des fleurs blanches et violettes, des coquilles d’escargots et des feuilles brun-jaune à l’intérieur de l’allée et des feuilles noires brillantes à l’extérieur. Les brindilles de l’intérieur de l’allée étaient peintes.

### Voix
Le répertoire vocal est peu connu, seules des notes âpres, criardes et sifflées, entrecoupées d’un « shh » susurré ou d’un faible « ksh » ont été décrites.

### Parade nuptiale
Elle a été observée à Kiunga en octobre 2006 par Otto Plantema et Vincent van der Spek. Dans une formation secondaire de forêt, ils ont d’abord aperçu une femelle puis un mâle se nourrissant dans un arbre fruitier. Ils ont ensuite découvert un berceau situé sur une petite aire dégagée d’environ un mètre carré. Le berceau était bien décoré de fruits frais et de feuilles colorées. En tout, ils ont observé quatre individus : un mâle adulte, une femelle et deux mâles immatures. Les jeunes mâles observent le mâle adulte parader face à la femelle mais ne prennent pas part au rituel.  Les auteurs décrivent ainsi la parade. Dès que le mâle aperçoit la femelle dans les buissons près du berceau, il cherche une brindille pour commencer à parader. Il se fait d’abord petit puis s’allonge en ouvrant ses ailes pour paraître plus grand. Cette démonstration est le signal pour la femelle de visiter le berceau. Quand elle le fait, la parade s’intensifie. Mâle et femelle se touchent du bec en un baiser symbolique. L’accouplement a lieu à côté du berceau. La parade complète a duré entre une demi-heure et une heure.
À Kiunga, en juin 2007, Sophie et Fabien Pékus ont réalisé un magnifique film de la parade nuptiale d’où sont extraites toutes ces photos. Elles mettent en scène un mâle sub-adulte paradant face à un mâle juvénile. Le mâle sub-adulte est reconnaissable à ses ailes encore brunes au lieu de jaunes. Le mâle juvénile ressemble à une femelle mais l’iris jaune est masculin. Ce mâle sub-adulte passe en revue pratiquement toutes les attitudes et postures nuptiales qu’un mâle adulte est capable de réaliser, comme dans la vidéo de Shimada : vocalisation au berceau, présentation d’une offrande, ouverture des ailes, exhibition de la cape, gonflement et contorsion puis élévation et abaissement du corps. Par moments, il se détourne du berceau, adopte une posture d’intimidation et lance un cri de même nature, probablement à l’encontre d’un autre mâle des environs. À propos de la taille du mâle qui semble pratiquement se doubler au paroxysme de la parade, Fabien Pékus pense que l’oiseau ne gonfle pas seulement son plumage mais aussi probablement ses sacs aériens pour aboutir à un tel résultat.

### Nidification
Elle n’est pas du tout documentée en milieu naturel.

## Statut, conservation
L’espèce occupe un vaste territoire dans le sud de la Nouvelle-Guinée où elle est plutôt commune d’où sa classification en « préoccupation mineure ».
Les villageois de la tribu des Hawin ont attribué à ces oiseaux le surnom d’« oiseau fantôme » et les considèrent comme des esprits de la forêt. Par coutume, ils gardent secrets les emplacements des berceaux et il faut plusieurs années de contact pour gagner leur confiance et obtenir le privilège d’être guidé vers l’un des berceaux. Ainsi, les oiseaux à berceaux ardents bénéficient de cette protection locale et il est probable qu’il en est de même dans les autres régions de leur répartition.